# Indigo Renderer

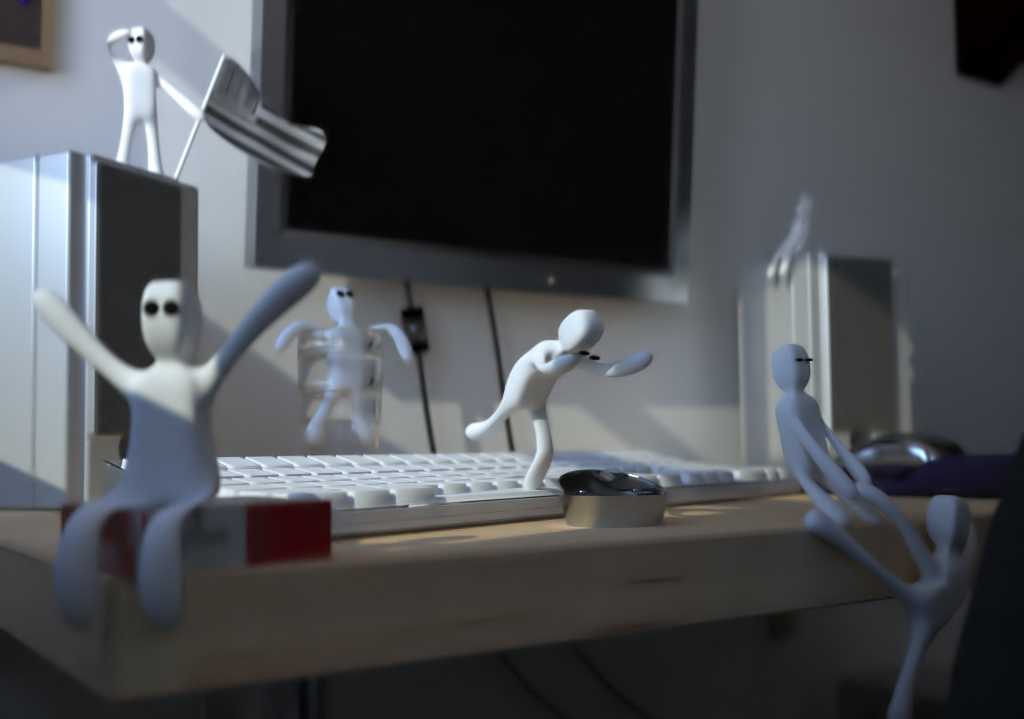
Фотореалистичное изображение. Рендеринг сделан с помощью Indigo

Indigo Renderer — физически корректная система рендеринга. Под этим выражением имеется в виду, что все расчёты света, энергии, каустики и т. д. происходят когерентно (взаимозависимо), что отличает его от других рендереров, где всё обрабатывается дискретно (раздельно) и определяется самим пользователем.

## Описание
Indigo использует MLT (Metropolis Light Transport) on top of backwards or bidirectional path tracing, а также традиционную трассировку лучей.
Все взаимодействия света смоделированы физически (как спектральные данные), и у Indigo есть возможности, значительно упрощающие расчёты и отображение мира: виртуальная модель камеры (с различными режимами tonemapping), физическое небо и т. д. В качестве источников света используются mesh-объекты и HDRI-карты (в том числе с Exit Portals).

## Технология
Технология, на основе которой сделан Indigo, может сравниться с Maxwell Render (NextLimit’s), Fryrender, YafRay, LuxRender. Поддерживается GPU OpenCL (raytracing) рендеринг, имеется мульти-GPU режим (bucket-рендеринг), первичная фильтрация, суперсэмплирование со вторичной многорежимной фильтрацией. Имеется сетевой мультикомпьютерный (network rendering) режим, работающий в формате master/slaves с неограниченным количеством рендер-нод в локальной или Интернет-сети. Имеется возможность рендеринга отдельных слоев изображения для последующего композитинга, представлены отдельные слои (группы) освещения, каждый из которых может настраиваться по цвету и светимости в процессе или по итогам рендеринга.

## Версии
Последняя стабильная версия — 4.2.24 (11 июня 2019). Текущие бета-версии (начиная с 4.4.5) также поддерживают GPU-шумоподавление и более быстрый bucket-рендеринг, выполняющийся на CPU.
Indigo до версии 2.0 свободно распространялся для коммерческого и некоммерческого использования, впоследствии став платным. Имеются студенческая и образовательная формы лицензий (стоят дешевле, нежели базовая лицензия).
Существуют связующие модули к таким 3D-пакетам, как Maya, Houdini, Sketchup, Revit. iClone, Blender, 3ds Max, Cinema 4D. Названные плагины имеют возможность проводить рендеринг как в своих родительских программах (финальный рендеринг и IPR-предпросмотр), так и экспортировать сцену для рендеринга в standalone приложении Indigo Render. Indigo использует собственный формат материалов для текстурирования, однако доступно штатное конвертирование материалов родительских 3D-программ в формат Indigo Renderer.